# Gamma Corvi
Gamma Corvi (La tinh hóa từ γ Corvi, tên rút gọn là Gamma Crv, γ Crv) là tên của một hệ sao đôi nằm trong chòm sao Ô Nha. Nó có cấp sao biểu kiến là 2,59, nên ta có thể nhìn thấy nó bằng mắt thường. Hệ sao này có hai ngôi sao được định danh là Gamma Corvi A (tên chính thức là Gienah (/ˈdʒiːnə/), theo tên truyền thống của hệ sao này) và Gamma Corvi B. Bằng phép đo thị sai, khoảng cách của nó với Mặt Trời của chúng ta là khoảng xấp xỉ 154 năm ánh sáng (tương đương 47 parsec).
Gamma Corvi A là một sao khổng lồ với quang phổ loại B8 III và có khối lượng xấp xỉ gấp 4,2 lần khối lượng Mặt Trời. Nó có ánh sáng màu lam trắng và quang phổ của nó cho thấy lượng thủy ngân và mangan cao một cách bất thường, khiến nó trở thành một ngôi sao thủy ngân-mangan. Tuy nhiên những nguyên tố khác cho thấy sự chênh lệch về khối lượng một cách rõ rệt.
Gamma Corvi B được xác nhận là sao đồng hành với Gamma Corvi A. Khối lượng của nó là khoảng 0,8 lần khối lượng Mặt Trời. Khoảng cách giữa chúng là 50 đơn vị thiên văn với chu kì là hơn 158 năm. Khi thực hiện phép đo sáng cho ngôi sao này thì nó được cho là có quang phổ nằm trong khoảng K5-M5 V.
Trong tiếng Trung, 軫 (Zhěn, Chẩn) - còn gọi là Thiên Xa (天車) nghĩa là "xe ngựa", ý chỉ mảng sao chứa Gamma Corvi, Epsilon Corvi, Delta Corvi và Beta Corvi.. Do vậy, Gamma Corvi trong tiếng Trung có tên là 軫宿一 (Zhěn Sù yī, Chẩn Tú nhất, nghĩa là sao thứ nhất của Thiên Xa.